# Porgy and Bess (альбом Сэмми Дэвиса и Кармен Макрей)
Porgy and Bess — студийный альбом американского певца Сэмми Дэвиса 1959 года, состоящий из отрывков из оперы Джорджа Гершвина «Порги и Бесс» и записанный при участии певицы Кармен Макрей. Дэвису аккомпанируют оркестры под управлением Бадди Брегмана и Морти Стивенса. Макрей присутствует на трёх из десяти песен: «Summertime», «My Man’s Gone Now» и единственном дуэте «I Loves You, Porgy», все три в сопровождении оркестра под управлением Джека Плейса.

## Отзывы критиков
| Оценки критиков               | Оценки критиков |
| Источник                      | Оценка          |
| ----------------------------- | --------------- |
| AllMusic                      | [ 1 ]           |
| Encyclopedia of Popular Music | [ 2 ]           |

Тим Сендра из AllMusic пишет: «Назовите запись достойной восхищения работой или квалифицированным успехом, но на самом деле её никогда не назовешь приятной для прослушивания, потому что аранжировки слишком правильные и академичные. Они служат для того, чтобы скрыть эмоции, стоящие за словами, и ослабить силу мелодий. Отдаём должное Сэмми и Кармен за то, что они исполняют свои обязательства». В журнале Cash Box отметили, что «оригинальная музыка приобретает дополнительную выразительность благодаря джазовому исполнению двух исполнителей».

## Список композиций
Вся музыка написана Джорджем Гершвином, слова — Дюбозом Хейуордом и Айрой Гершвином.
1. «Summertime» — 2:58
2. «A Woman Is a Sometime Thing» — 3:39
3. «My Man’s Gone Now» — 4:16
4. «I Got Plenty o' Nuttin'» — 3:27
5. «Bess, You Is My Woman Now» — 4:50
6. «It Ain’t Necessarily So» — 3:55
7. «I Loves You, Porgy» — 3:47
8. «There’s a Boat Dat’s Leavin' Soon for New York» — 3:59
9. «Oh Bess, Oh Where’s My Bess» — 3:26
10. «Oh Lawd, I’m on My Way» — 2:44

## Участники записи
- Сэмми Дэвис — вокал (на всех треках, кроме 1 и 3)
- Кармен Макрей — вокал (1, 3, 7)
- Джек Плейс — дирижёр (1, 3, 7)
- Бадди Брегман — дирижёр (2, 5, 6, 9)
- Морти Стивенс — дирижёр (4, 8, 10)
- Хор Билла Томпсона — хор (2, 6, 10)